# Julius Gessinger

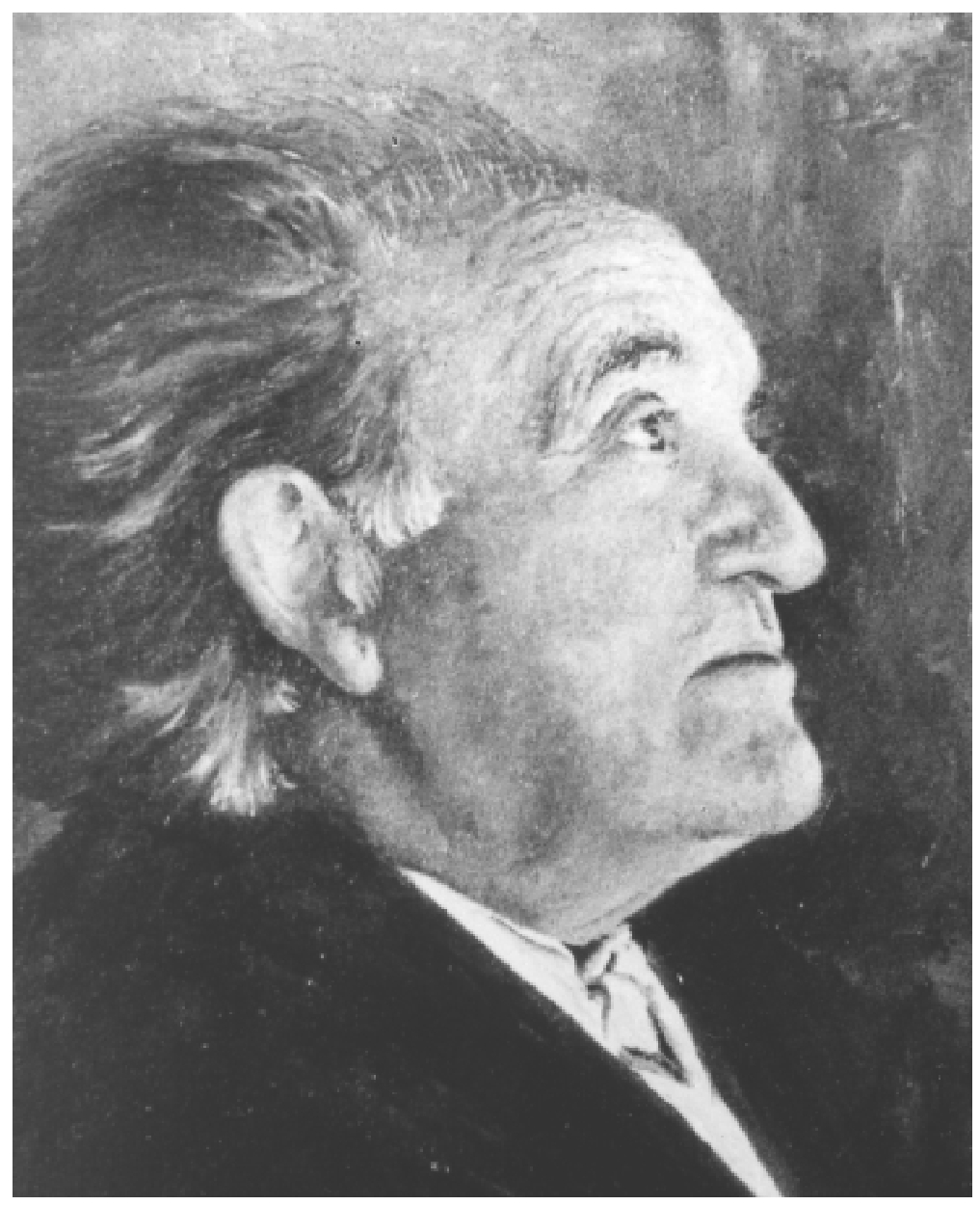
Julius Gessinger 1979

Julius Gessinger (* 11. Juni 1899 in Kupferzell; † 15. Dezember 1986 in Schwäbisch Hall) war ein deutscher Komponist.

## Leben und Wirken
Julius Gessinger war der Sohn eines Malermeisters. Nach seiner Ausbildung am Lehrerseminar in Heilbronn studierte er an den Musikhochschulen Stuttgart und Leipzig bei Max von Pauer (Klavier), Max Hochkofler (Dirigieren), Sigfrid Karg-Elert und Hermann Grabner (Komposition). 1925 bis 1930 wirkte er als Akademischer Musikdirektor und Chormeister in Elbing (Ostpreußen). Danach war er in Stuttgart als Musikpädagoge und Dirigent, seit 1938 in Hohenlohe an verschiedenen Schularten tätig, wo er sich auch um das hohenlohisch-fränkische Liedgut verdient machte. Am 24. Februar 1940 beantragte er die Aufnahme in die NSDAP und wurde zum 1. April desselben Jahres aufgenommen (Mitgliedsnummer 7.611.283). In einem Brief an seine Studienfreunde schreibt Gessinger u. a. 1973 folgendes:
„…Durch die politischen Ereignisse erfuhr ich
zweimal ein ‚Tief’: 1933 und 1945! Verbunden
jedesmal mit schweren wirtschaftlichen Schädigungen. 1933 verlor ich, als damals ‚nichtarisch
versippt’, meine großen Chöre in Stuttgart, mit
denen ich noch 1932 in der Liederhalle aufgetreten war. Auch vom Kultusministerium war ich 
kaltgestellt, ja diffamiert. Erst 1938, also mit 39
Jahren, wurde ich auf Lebenszeit angestellt - in
Waldenburg, wo ich zugleich das Kantorat an 
der evang. Kirche übernahm. (Ich frage, welcher
Lehrer übernahm 1938 noch ein Kirchenamt?…)“
1945 wurde Gessinger dann wegen der formalen Mitgliedschaft in der NS-Partei für drei Jahre nicht zum Lehramt zugelassen.
Sein kompositorisches Schaffen umfasst eine lateinische Messe, Kammermusik, Klavier-, Chor- und Orchestermusik; wesentliche Bedeutung haben seine Kompositionen in den Bereichen Kunstlied sowie volkstümliches Lied. Wie in den zahlreichen Liedern zeigt sich auch in seinen übrigen Werken, die in der kleinen Form gehalten sind, seine Erfindungsgabe, seine Vorliebe für die Verwendung kontrapunktischer und imitatorischer Mittel, vor allem aber auch für das Gesangliche. „Polyphonie, aber mit dem Herzen gesungen“ war eine seiner Losungen.